# Andoharano grandidieri
Andoharano grandidieri är en spindelart som först beskrevs av Simon 1901.  Andoharano grandidieri ingår i släktet Andoharano och familjen Filistatidae.
Artens utbredningsområde är Madagaskar. Inga underarter finns listade i Catalogue of Life.